# Нюртинген
Нюртинген (на немски: Nürtingen) е град в Баден-Вюртемберг, Германия с 39 480 жители (към 31 декември 2012) на река Некар и на около 19 км от Щутгарт.
Нюртинген е споменат за пръв път като „Niuritingin“ в документ на крал Хайнрих III от 7 септември 1046 г.
В града се намира университета Hochschule für Wirtschaft und Umwelt Nürtingen-Geislingen.